# Campionati mondiali di volo con gli sci 2012

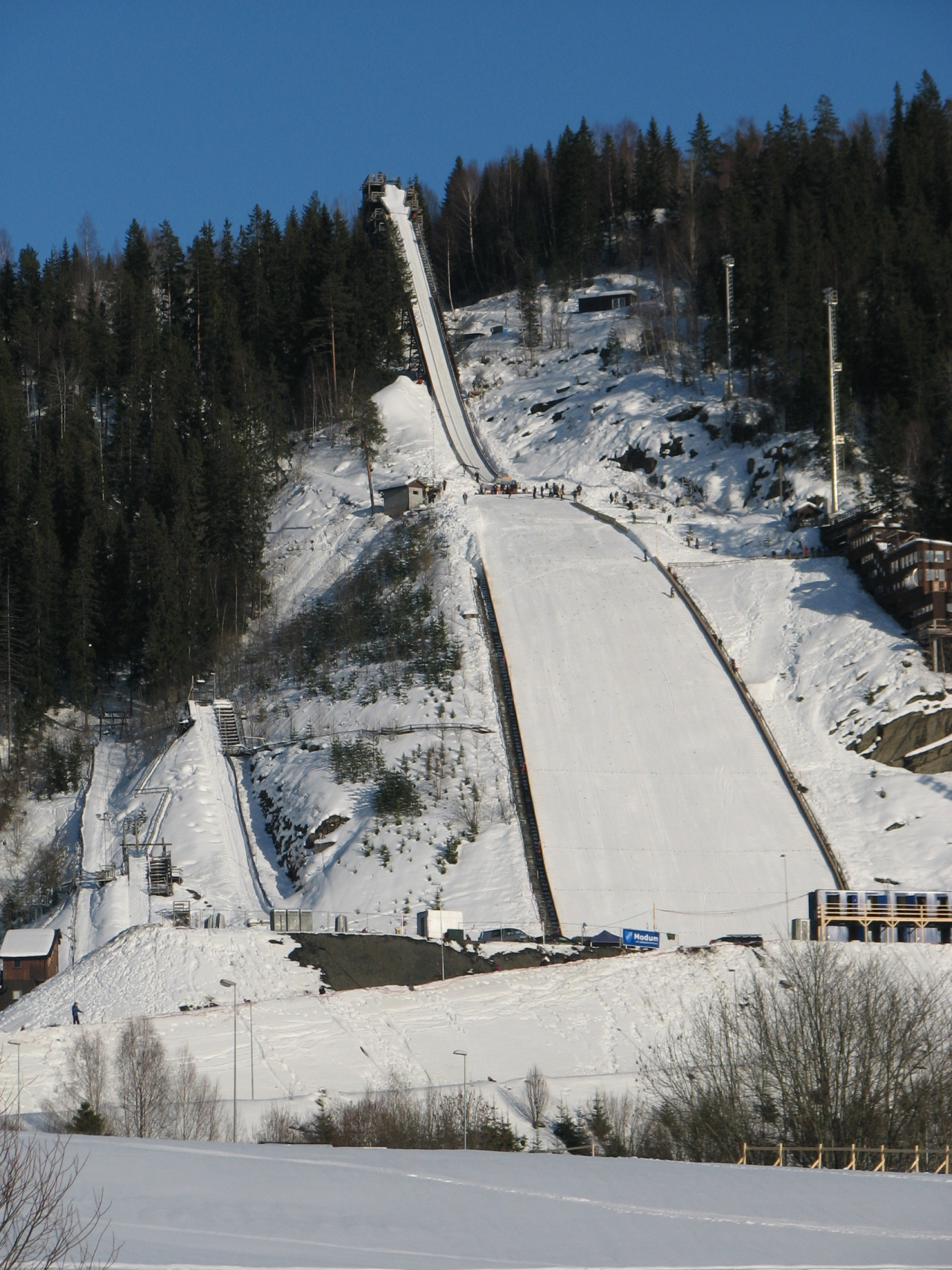
Il Vikersundbakken

I Campionati mondiali di volo con gli sci 2012, ventiduesima edizione della manifestazione, si sono svolti dal 23 febbraio al 26 febbraio a Vikersund, in Norvegia, e hanno contemplato esclusivamente gare maschili. Sono stati assegnati due titoli: uno individuale e uno a squadre.
Difensori del titolo erano nella gara individuale lo svizzero Simon Ammann e nella gara a squadre l'Austria, che nel 2010 aveva schierato Gregor Schlierenzauer, Martin Koch, Thomas Morgenstern e Wolfgang Loitzl.
Il 3 giugno 2010 ad Adalia si è tenuto il congresso FIS che, tra le altre decisioni, ha stabilito la possibilità di aumentare le dimensioni dei trampolino per il volo con gli sci: il Vikersundbakken è stato di conseguenza ristrutturato fino a divenire un HS 225, ovvero il più grande trampolino esistente al mondo.

## Risultati

### Individuale

#### Qualificazioni
La qualificazione si è svolta il 23 febbraio, con inizio alle 18:00 UTC+1. Hanno partecipato 39 atleti: i primi 30 si sono qualificati per la finale, insieme ai 10 ammessi di diritto.
| Pos. | #  | Atleta                   | Nazione    | Dist. | Punti |
| ---- | -- | ------------------------ | ---------- | ----- | ----- |
| 1    | 43 | Andreas Kofler           | Austria    | 221,0 | 220,3 |
| 2    | 46 | Rune Velta               | Norvegia   | 221,5 | 216,2 |
| 3    | 35 | Anders Fannemel          | Norvegia   | 211,0 | 202,8 |
| 4    | 40 | Lukáš Hlava              | Rep. Ceca  | 198,5 | 196,2 |
| 5    | 36 | Janne Happonen           | Finlandia  | 202,5 | 192,5 |
| 6    | 27 | Vincent Descombes Sevoie | Francia    | 222,5 | 190,4 |
| 7    | 45 | Taku Takeuchi            | Giappone   | 193,5 | 188,7 |
| 8    | 28 | Jakub Janda              | Rep. Ceca  | 199,0 | 185,7 |
| 9    | 31 | Bjørn Einar Romøren      | Norvegia   | 191,0 | 177,2 |
| 10   | 34 | Maximilian Mechler       | Germania   | 186,0 | 174,8 |
| 11   | 44 | Richard Freitag          | Germania   | 178,5 | 169,4 |
| 12   | 30 | Jurij Tepeš              | Slovenia   | 177,5 | 167,2 |
| 13   | 24 | Andrea Morassi           | Italia     | 182,0 | 166,6 |
| 14   | 32 | Olli Muotka              | Finlandia  | 179,0 | 165,0 |
| 15   | 30 | Krzysztof Miętus         | Polonia    | 194,5 | 159,2 |
| 16   | 21 | Shōhei Tochimoto         | Giappone   | 179,5 | 156,2 |
| 17   | 25 | Anssi Koivuranta         | Finlandia  | 184,5 | 155,3 |
| 18   | 29 | Denis Kornilov           | Russia     | 171,0 | 154,9 |
| 19   | 41 | Andreas Wank             | Germania   | 164,0 | 150,9 |
| 20   | 38 | Piotr Żyła               | Polonia    | 164,5 | 150,8 |
| 21   | 10 | Sebastian Colloredo      | Italia     | 174,5 | 150,2 |
| 22   | 22 | Dmitrij Vasil'ev         | Russia     | 168,0 | 145,2 |
| 23   | 5  | Yūta Watase              | Giappone   | 156,5 | 141,3 |
| 24   | 13 | Anton Kaliničenko        | Russia     | 172,5 | 140,2 |
| 25   | 16 | MacKenzie Boyd-Clowes    | Canada     | 170,0 | 137,8 |
| 26   | 33 | Jure Šinkovec            | Slovenia   | 156,5 | 137,7 |
| 27   | 17 | Kaarel Nurmsalu          | Estonia    | 168,5 | 136,5 |
| 28   | 23 | Maciej Kot               | Polonia    | 158,0 | 135,4 |
| 29   | 14 | Jan Matura               | Rep. Ceca  | 167,0 | 133,2 |
| 30   | 12 | Matti Hautamäki          | Finlandia  | 164,5 | 132,9 |
| 31   | 2  | Jernej Damjan            | Slovenia   | 152,0 | 132,2 |
| 32   | 9  | Emmanuel Chedal          | Francia    | 157,5 | 131,9 |
| 33   | 6  | Davide Bresadola         | Italia     | 148,0 | 127,2 |
| 34   | 15 | Dmitrij Ipatov           | Russia     | 154,5 | 118,8 |
| 35   | 18 | Aleksej Pčelincev        | Kazakistan | 152,5 | 110,2 |
| 36   | 1  | Aleksej Korolëv          | Kazakistan | 128,0 | 95,2  |
| 37   | 4  | Nikolay Karpenko         | Kazakistan | 124,0 | 88,0  |
| 38   | 7  | Carl Nordin              | Svezia     | 117,0 | 87,3  |
| 39   | 11 | Radik Žaparov            | Kazakistan | 127,5 | 77,9  |

#### Finale
La qualificazione era prevista per il 24 febbraio, ma è stata annullata a causa delle condizioni meteorologiche e rimandata al 25 febbraio, con inizio alle 15:30 UTC+1.

La gara è stata vinta dallo sloveno Robert Kranjec, al suo primo titolo mondiale.
| Pos.    | #  | Atleta                   | Nazione   | Dist. 1 | PT1   | Dist. 2 | PT1   | Punti totali |
| ------- | -- | ------------------------ | --------- | ------- | ----- | ------- | ----- | ------------ |
| Oro     | 39 | Robert Kranjec           | Slovenia  | 217,5   | 211,3 | 244,0   | 197,4 | 408,7        |
| Argento | 39 | Rune Velta               | Norvegia  | 217,5   | 215,2 | 234,5   | 190,5 | 405,7        |
| Bronzo  | 36 | Martin Koch              | Austria   | 218,0   | 212,5 | 243,0   | 173,7 | 386,2        |
| 4       | 32 | Severin Freund           | Germania  | 210,5   | 199,6 | 208,5   | 173,0 | 372,6        |
| 5       | 40 | Daiki Itō                | Giappone  | 206,0   | 184,2 | 219,0   | 181,0 | 365,2        |
| 6       | 27 | Andreas Kofler           | Austria   | 228,0   | 191,5 | 216,0   | 172,7 | 364,2        |
| 7       | 38 | Anders Bardal            | Norvegia  | 212,0   | 202,5 | 203,5   | 157,8 | 360,3        |
| 8       | 37 | Thomas Morgenstern       | Austria   | 199,5   | 186,7 | 212,5   | 173,5 | 360,2        |
| 9       | 28 | Richard Freitag          | Germania  | 210,0   | 190,6 | 212,0   | 165,7 | 356,3        |
| 10      | 35 | Kamil Stoch              | Polonia   | 191,0   | 187,0 | 211,5   | 166,9 | 353,9        |
| 11      | 33 | Roman Koudelka           | Rep. Ceca | 189,5   | 174,8 | 210,0   | 167,6 | 342,4        |
| 12      | 17 | Jurij Tepeš              | Slovenia  | 235,5   | 188,4 | 198,0   | 153,6 | 342,0        |
| 13      | 22 | Anders Fannemel          | Norvegia  | 244,5   | 207,4 | 179,5   | 122,1 | 329,5        |
| 14      | 34 | Simon Ammann             | Svizzera  | 203,0   | 196,9 | 180,0   | 131,9 | 328,8        |
| 15      | 23 | Janne Happonen           | Finlandia | 215,0   | 181,6 | 194,5   | 146,6 | 328,2        |
| 16      | 25 | Lukáš Hlava              | Rep. Ceca | 204,0   | 178,7 | 194,5   | 146,3 | 325,0        |
| 17      | 26 | Andreas Wank             | Germania  | 189,5   | 157,4 | 197,5   | 162,6 | 320,0        |
| 18      | 31 | Gregor Schlierenzauer    | Austria   | 206,5   | 196,6 | 174,5   | 120,9 | 317,5        |
| 19      | 11 | Andrea Morassi           | Italia    | 205,5   | 151,8 | 200,5   | 155,4 | 307,2        |
| 20      | 14 | Vincent Descombes Sevoie | Francia   | 212,5   | 162,1 | 184,0   | 143,2 | 305,3        |
| 21      | 15 | Jakub Janda              | Rep. Ceca | 218,0   | 164,3 | 173,5   | 139,4 | 303,7        |
| 22      | 16 | Denis Kornilov           | Russia    | 212,5   | 155,7 | 190,5   | 145,9 | 301,6        |
| 23      | 21 | Maximilian Mechler       | Germania  | 204,5   | 157,7 | 190,5   | 145,9 | 301,6        |
| 24      | 12 | Anssi Koivuranta         | Finlandia | 209,0   | 153,9 | 194,5   | 146,8 | 300,7        |
| 25      | 1  | Yūta Watase              | Giappone  | 216,5   | 172,4 | 177,5   | 127,4 | 299,8        |
| 26      | 20 | Jure Šinkovec            | Slovenia  | 215,0   | 166,1 | 169,5   | 114,4 | 280,5        |
| 26      | 3  | Matti Hautamäki          | Finlandia | 212,5   | 165,9 | 166,0   | 114,6 | 280,5        |
| 28      | 5  | Jan Matura               | Rep. Ceca | 208,0   | 163,1 | 157,0   | 113,1 | 276,2        |
| 29      | 18 | Bjørn Einar Romøren      | Norvegia  | 199,5   | 167,2 | 158,5   | 104,0 | 271,2        |
| 30      | 19 | Olli Muotka              | Finlandia | 200,0   | 156,8 | 136,5   | 70,3  | 227,1        |
| 31      | 29 | Taku Takeuchi            | Giappone  | 171,5   | 148,2 |         |       | 148,2        |
| 32      | 2  | Sebastian Colloredo      | Italia    | 191,5   | 147,3 |         |       | 147,3        |
| 33      | 24 | Piotr Żyła               | Polonia   | 168,0   | 133,8 |         |       | 133,8        |
| 34      | 9  | Dmitrij Vasil'ev         | Russia    | 186,0   | 130,4 |         |       | 130,4        |
| 35      | 13 | Krzysztof Miętus         | Polonia   | 174,5   | 110,9 |         |       | 110,9        |
| 36      | 6  | MacKenzie Boyd-Clowes    | Canada    | 160,5   | 107,7 |         |       | 107,7        |
| 37      | 7  | Kaarel Nurmsalu          | Estonia   | 142,5   | 92,6  |         |       | 92,6         |
| 38      | 10 | Maciej Kot               | Polonia   | 159,5   | 90,1  |         |       | 90,1         |
| 39      | 8  | Shōhei Tochimoto         | Giappone  | 126,0   | 68,8  |         |       | 68,8         |
| 40      | 4  | Anton Kaliničenko        | Russia    | 132,0   | 68,5  |         |       | 68,5         |

### Gara a squadre
La gara si è svolta il 26 febbraio 2012, con inizio alle 12:00 (UTC+1). La squadra austriaca, composta da Thomas Morgenstern, Andreas Kofler, Gregor Schlierenzauer e Martin Koch, ha vinto il titolo mondiale per la terza volta consecutiva.
| Pos.    | #  | Nazione                                                                     | Dist. 1                 | PT1                           | Dist. 2                 | PT1                           | Punti totali |
| ------- | -- | --------------------------------------------------------------------------- | ----------------------- | ----------------------------- | ----------------------- | ----------------------------- | ------------ |
| Oro     | 10 | Austria Thomas Morgenstern Andreas Kofler Gregor Schlierenzauer Martin Koch | 224,5 212,5 217,0 217,5 | 847,3 216,8 208,2 207,7 214,6 | 225,5 210,5 190,5 218,0 | 801,1 214,4 201,6 178,4 206,7 | 1648,4       |
| Argento | 8  | Germania Andreas Wank Richard Freitag Maximilian Mechler Severin Freund     | 211,0 223,5 199,5 212,0 | 819,3 199,5 226,2 184,4 209,2 | 214,0 230,0 208,0 213,5 | 805,9 200,3 226,0 176,1 203,5 | 1625,2       |
| Bronzo  | 7  | Slovenia Jernej Damjan Jurij Tepeš Jure Šinkovec Robert Kranjec             | 202,0 199,5 235,5       | 802,0 187,7 196,5 181,9 235,9 | 211,0 217,5 208,0 205,0 | 778,4 197,9 213,4 179,6 187,5 | 1580,4       |
| 4       | 9  | Norvegia Bjørn Einar Romøren Anders Fannemel Rune Velta Anders Bardal       | 196,0 206,5 229,0 194,5 | 793,3 182,5 201,2 223,3 186,3 | 172,5 199,0 243,0 211,0 | 748,9 148,0 189,4 215,9 195,6 | 1542,2       |
| 5       | 6  | Giappone Yūta Watase Shōhei Tochimoto Taku Takeuchi Daiki Itō               | 212,0 173,0 200,5 240,0 | 771,9 196,7 157,9 183,9 233,4 | 197,0 181,0 182,5 215,5 | 701,0 177,3 164,5 153,1 206,1 | 1472,9       |
| 6       | 5  | Rep. Ceca Jakub Janda Jan Matura Roman Koudelka Lukáš Hlava                 | 208,0 168,0 224,5 201,0 | 743,1 191,6 150,8 215,3 185,4 | 202,0 192,5 226,5 164,5 | 709,0 183,3 177,9 208,8 139,0 | 1452,1       |
| 7       | 4  | Polonia Maciej Kot Piotr Żyła Krzysztof Miętus Kamil Stoch                  | 174,0 223,5 190,5 208,0 | 717,5 144,8 209,6 170,8 192,3 | 178,5 232,5 202,0 196,5 | 727,0 155,2 215,1 177,0 179,7 | 1444,5       |
| 8       | 2  | Finlandia Janne Happonen Olli Muotka Matti Hautamäki Anssi Koivuranta       | 208,0 220,5 207,5 185,0 | 753,2 192,0 206,3 193,7 161,2 | 202,5 219,0 176,5 168,5 | 668,5 184,9 199,9 142,4 141,3 | 1421,7       |
| 9       | 3  | Russia Denis Kornilov Dmitrij Ipatov Anton Kaliničenko Dmitrij Vasil'ev     | 207,0 DSQ 151,5 179,5   | 459,0 188,4 0,0 117,5 153,1   |                         |                               | 459,0        |
| 10      | 1  | Kazakistan Aleksej Korolëv Aleksej Pčelincev Evgenij Levkin Radik Žaparov   | 136,0 150,0 115,0 113,5 | 342,9 98,5 113,9 68,0 62,5    |                         |                               | 342,9        |

## Medagliere per nazioni
| Posizione | Paese    | Oro | Argento | Bronzo | Totale |
| --------- | -------- | --- | ------- | ------ | ------ |
| 1         | Austria  | 1   | 0       | 1      | 2      |
| 1         | Slovenia | 1   | 0       | 1      | 2      |
| 3         | Germania | 0   | 1       | 0      | 1      |
| 3         | Norvegia | 0   | 1       | 0      | 1      |
| Totale    | Totale   | 2   | 2       | 2      | 6      |